# باشگاه فوتبال اف‌سی‌اس‌بی
باشگاه فوتبال اف‌سی‌اس‌بی که قبلا با نام استوا بخارست شناخته می‌شد، یک باشگاه فوتبال در شهر بخارست در رومانی است که در لیگا رومانی بازی می‌کند.
این باشگاه در سال ۷ ژوئن ۱۹۴۷ بنیان‌گذاری شده‌است. همچنین این تیم سابقه یک قهرمانی در سال ۱۹۸۶ و یک نایب قهرمانی در سال ۱۹۸۹ را در لیگ قهرمانان اروپا را دارد.
باشگاه دینامو بخارست رقیب سرسخت این تیم محسوب می‌شود و مسابقهٔ بین این دو تیم تحت عنوان «شهرآورد ابدی» نام‌گذاری شده‌است.